# Келли, Патрик Джозеф (боевик ИРА)
Патрик Джозеф Келли (англ. Patrick Joseph Kelly; 19 марта 1957 — 8 мая 1987) — старший офицер, повстанец Ирландской республиканской армии («Временного» крыла), командир Восточно-Тиронской бригады с середины 1980-х вплоть до своей гибели в бою против сил Особой воздушной службы.

## Биография

### Ранние годы
Уроженец протестантского квартала Каррикфергюс. Старший из пяти детей в католической семье, поддерживавшей ирландских республиканцев. Детство провёл в местечке Данганнон в графстве Тирон.

### Служба в ИРА
В начале 1970-х Келли вступил в ИРА и стал одним из самых опытных её бойцов в Тироне. В феврале 1982 года он был арестован после того, как его выдал британский шпион Патрик Макгёрк, однако в октябре 1983 года после 15-минутного суда был немедленно оправдан ввиду отсутствия доказательств. В 1985 году возглавил Восточно-Тиронскую бригаду и начал разрабатывать свою тактику по нападению на базы Королевской полиции Ольстера. Под его командованием Восточно-Тиронская бригада стала самым сильным подразделением ИРА, а Тирон стал самым небезопасным местом во всей Северной Ирландии. В 1986 году на Военном совете ИРА Келли выступил в поддержку бойкота парламентских выборов, несмотря на возражения Джерри Адамса и нейтралитет большинства членов Военного совета.

### Гибель
8 мая 1987 Патрик Келли был убит в результате спланированной засады в Лафголле. В том же бою погибли Патрик Маккирни, Деклан Артурс, Шеймус Доннелли, Тони Гормли, Юджин Келли, Джим Линаг и Джеррард О'Каллахан. Келли был убит выстрелом в голову. Его похоронили на кладбище Эдендорк в двух милях от его  дома в Данганноне: ИРА превратила похороны в акт своей пропаганды, сделав их крупнейшими в Тироне за время конфликта.